# Новосілка (Вознесенський район)
Новосілка — селище в Україні, у Прибужанівській сільській громаді Вознесенського району Миколаївської області. Населення становить 711 осіб. До 2016 року орган місцевого самоврядування — Новосілківська сільська рада.

## Пам'ятки
Неподалік села розташоване урочище Балка Глибока.

## Загинули у боях за село
- Войтко Микола Федорович (1976—2022) — старший солдат Збройних Сил України, учасник російсько-української війни, що загинув у ході російського вторгнення в Україну в 2022 році.